# VinFast Tempest
VinFast Tempest là mẫu xe máy chạy bằng năng lượng điện thứ chín của VinFast (một công ty con của Tập đoàn Vingroup) ra mắt cuối năm 2021, mở bán ngày 21/1/2021.

## Tên gọi
VinFast viết tắt của cụm từ "Việt Nam – Phong cách – An toàn – Sáng tạo – Tiên phong."

## Hình ảnh

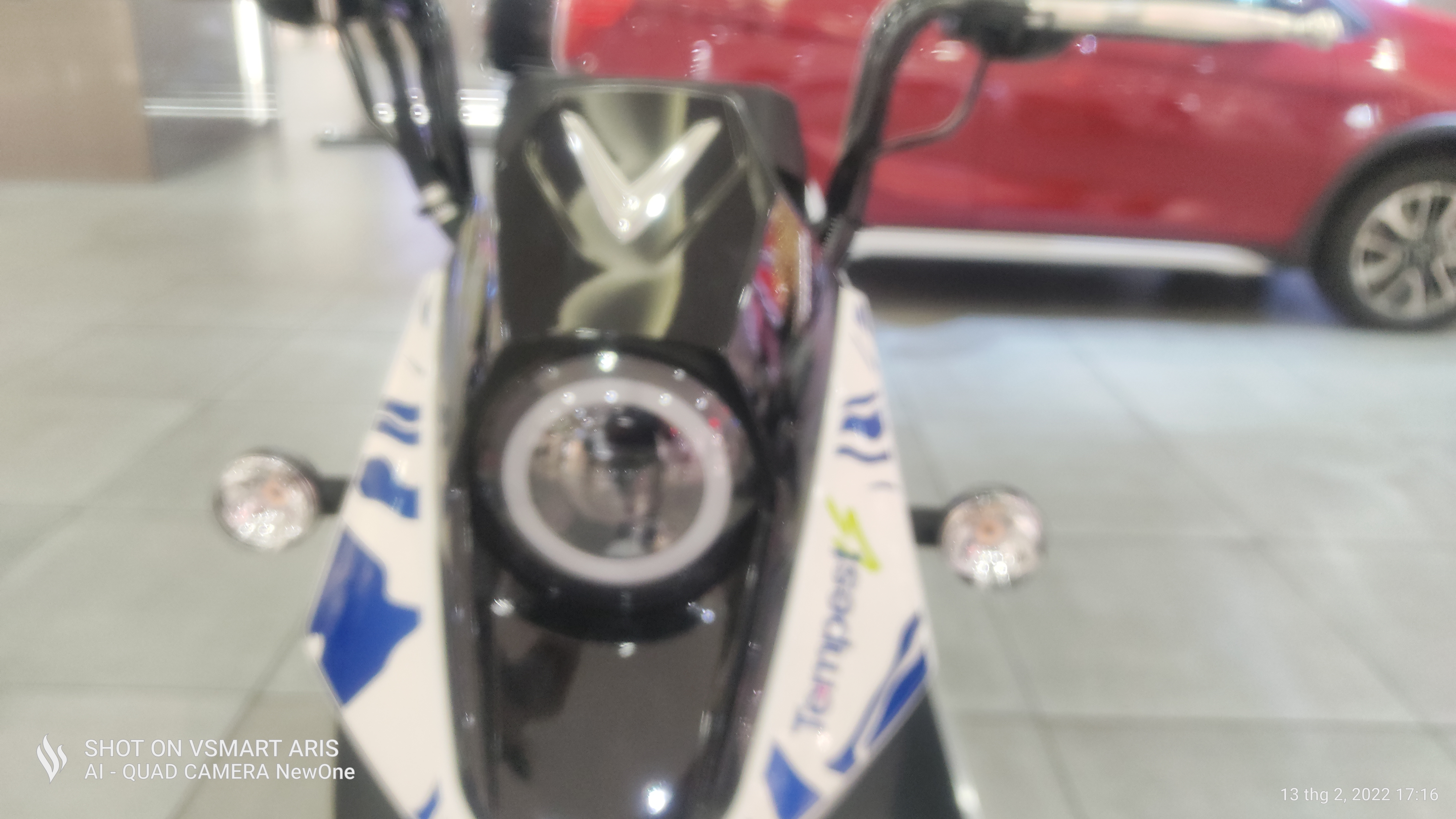
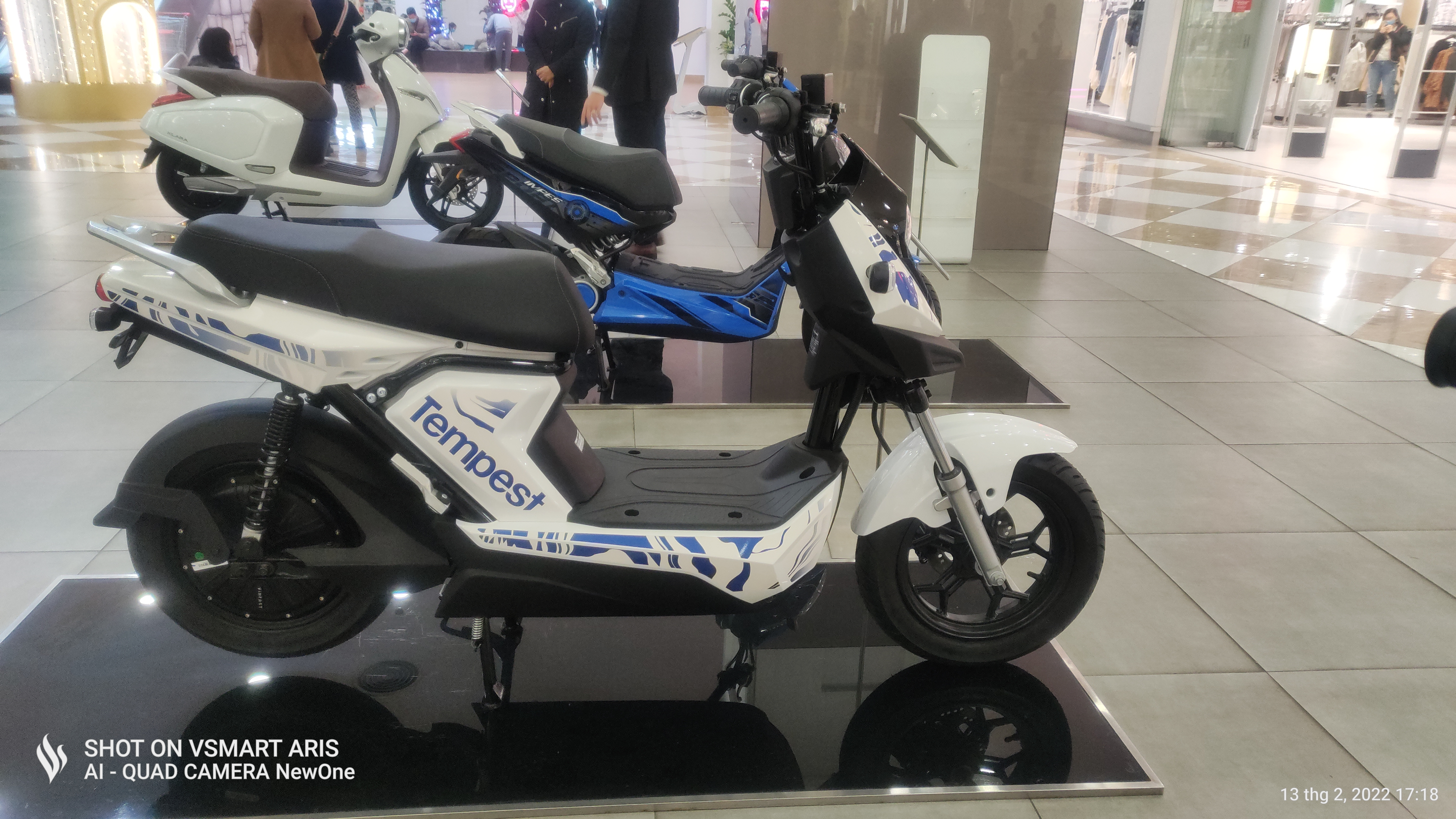
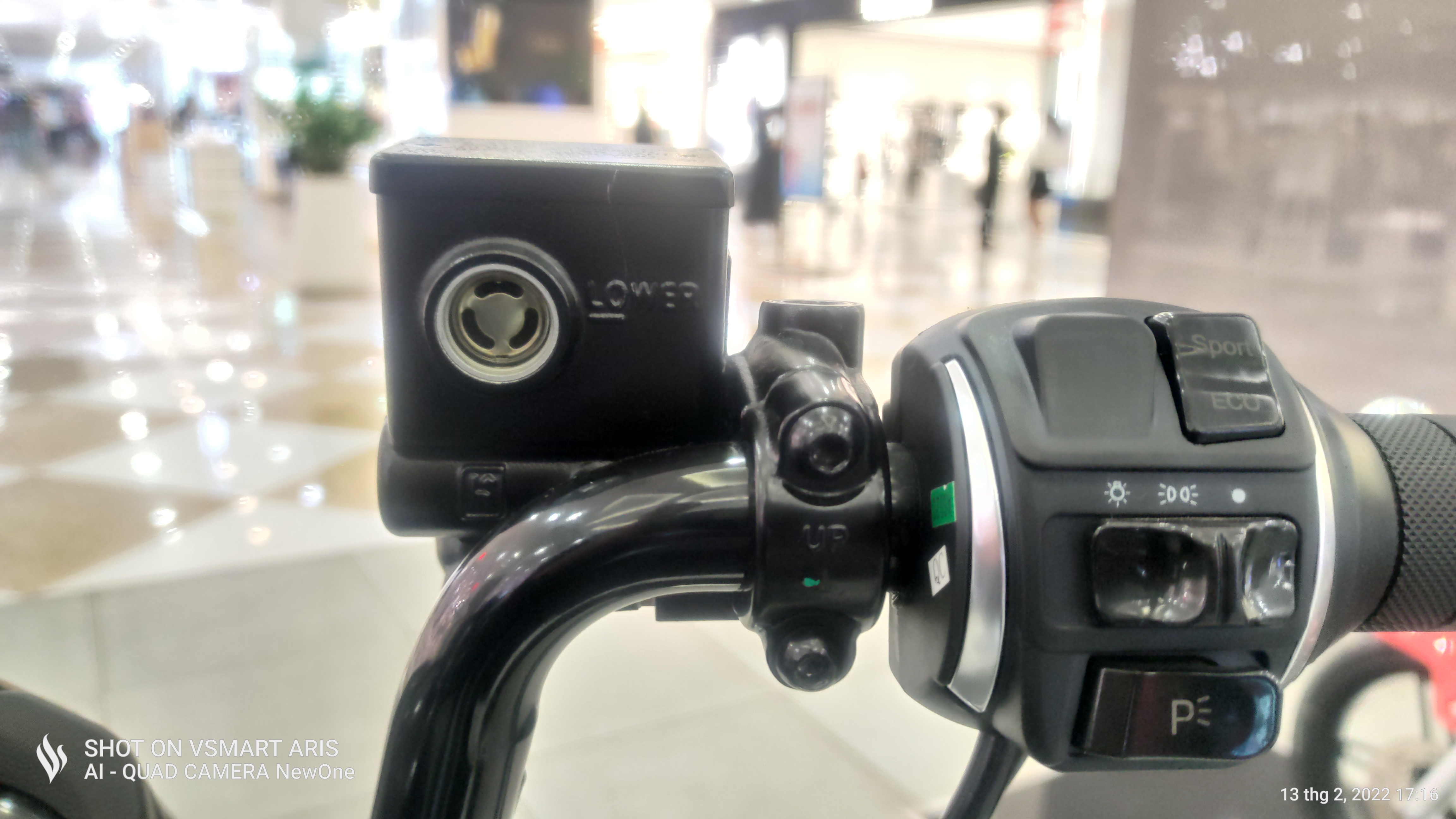
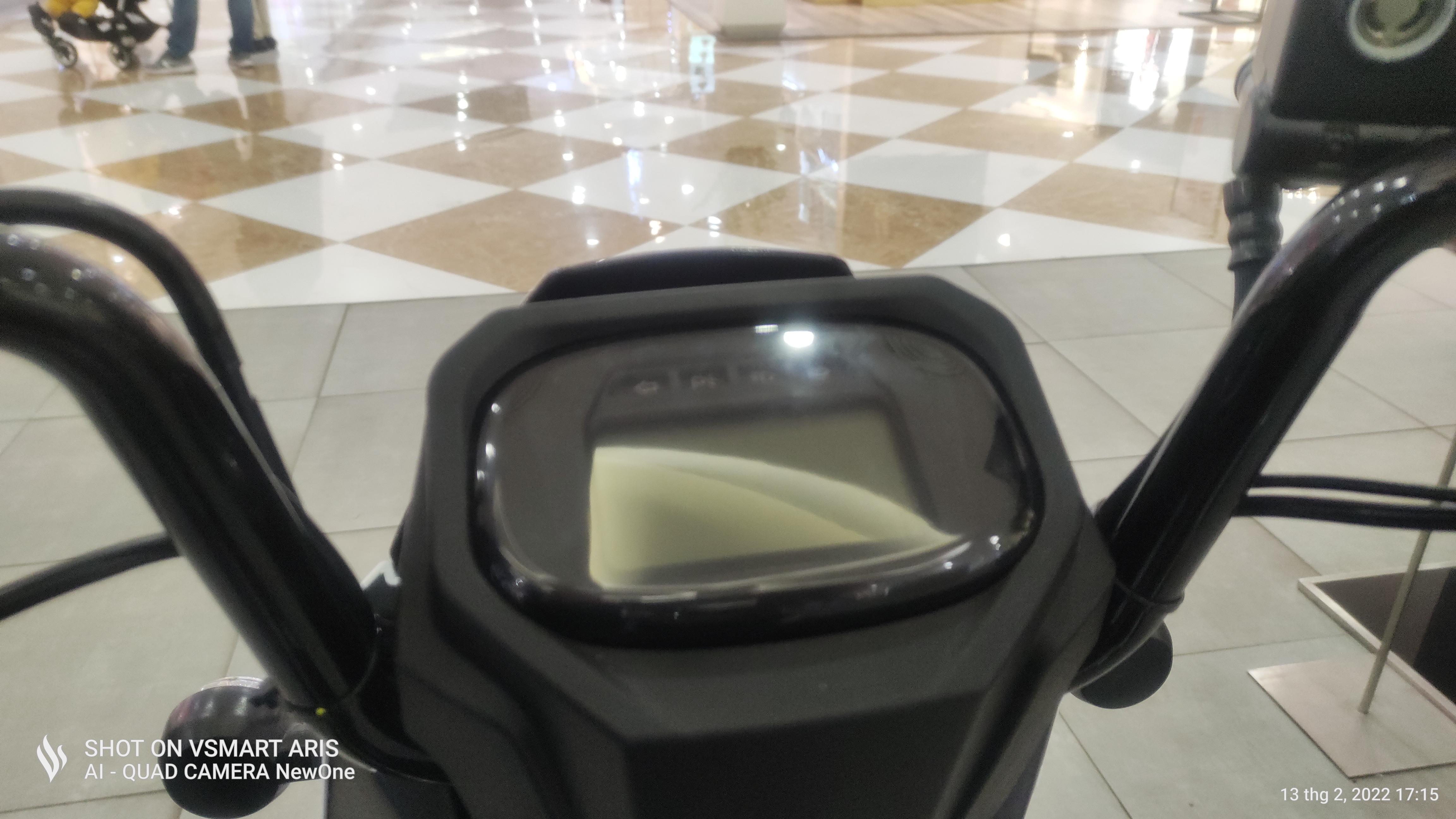
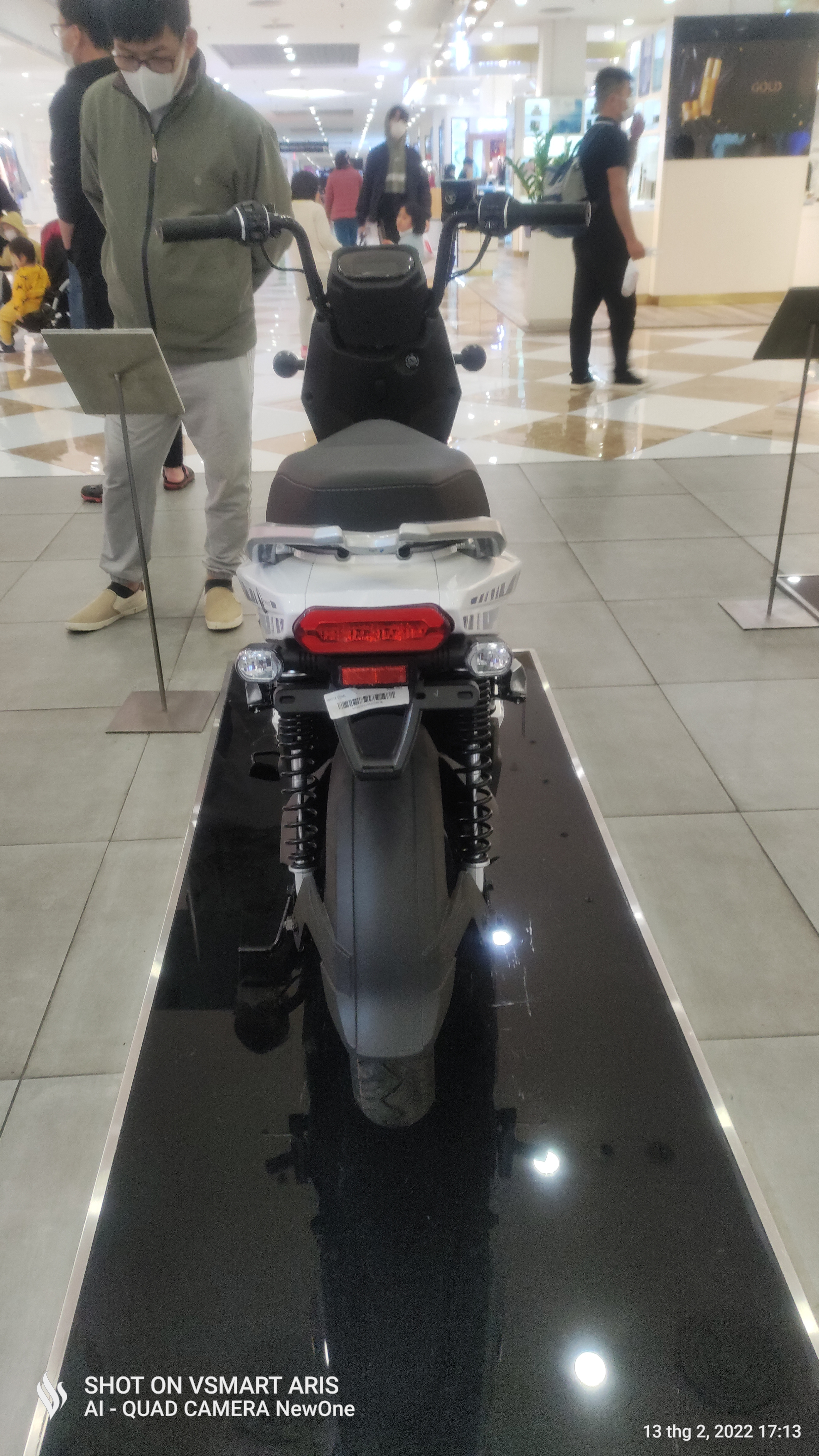